# Etjen Xhafaj
Etjen Xhafaj (ur. 6 kwietnia 1982 we Wlorze) – albański felietonista, tłumacz i wiceminister. Tłumaczył między innymi dokumenty albańskiego Ministerstwa Spraw Zagranicznych z lat 1912-1914.

## Życiorys
Studiował stosunki międzynarodowe na Community College of Philadelphia w latach 1999-2001, następnie odbył trzyletnie studia licencjackie na Schiller International University w Paryżu.
W latach 2006–2013 pracował jako felietonista dla dziennika Albanian Daily News.
W latach 2015–2016 pracował w Centrum Rozwoju Międzynarodowego Uniwersytetu Harvarda, odbywając jednocześnie studia magisterskie z zakresu administracji publicznej.

### Działalność polityczna
Od 2008 roku angażuje się w politykę Albanii; był dyrektorem gabinetu ministra rozwoju, handlu i przedsiębiorczości (od września 2013 do lipca 2015) oraz ministra finansów (od lipca 2016 do czerwca 2017).
Pełnił funkcję wiceministra spraw zagranicznych (od października 2017 do września 2020) oraz wiceministra infrastruktury i energii (od września 2020 do września 2021). W wyniku wyborów parlamentarnych z 2021 roku uzyskał mandat deputowanego do Zgromadzenia Albanii z ramienia Socjalistycznej Partii Albanii.

## Publikacje
- SWOT analysis on the sustainable development of Vlora. (2011)[1][2][3]

## Życie prywatne
Jest żonaty i ma troje dzieci.
Deklaruje znajomość języka angielskiego, włoskiego, francuskiego i hiszpańskiego.